# 肯特 (卑詩省)
肯特（英語：Kent）是加拿大卑詩省西南部菲沙河谷地區一個區域自治體（district municipality），離溫哥華以東約116公里。肯特坐落菲沙河北岸，南面隔河與智利域對望，北面從三方包圍哈里遜溫泉。據2011年加拿大人口普查所示，肯特區內人口為5664人。肯特區内的主要社區為阿加斯（Agassiz）。

## 歷史
1850年代菲沙峽谷淘金潮期間，大批民眾途經現肯特所在前往菲沙河上游，但首批歐裔殖民待1860年代才在此定居。哈德遜灣公司和原住民之間的交易構成了當地的早期商業活動，而菲沙河上的渡輪交通以及於1880年代建造和開通的加拿大太平洋鐵路亦促進了此地的商業。此地早年盛產酒花，因此到1895年正式設立地方行政架構時取名肯特區，名稱來自同樣盛產酒花的英國肯特郡。1948年菲沙河洪水嚴重損害了此地的酒花產業，農民其後改為種植玉米，令其成為當地的主要農作物。
卑詩省政府於1960年代設立區域局的行政等級後，肯特原屬菲沙-奇姆區域局（Fraser–Cheam Regional District）；此區域局於1995年12月解散後，肯特轉歸新成立的菲沙河谷區域局，並維持至今。

## 交通
卑詩省7號公路（洛歇公路）從西至東貫穿肯特區，而9號公路則向北通往哈里遜溫泉，向南在智利域駁上卑詩省1號公路（橫加公路）。區内只得一條巴士線，由智利域市中心經阿加斯社區前往哈里遜溫泉。

## 外部連結
- 维基共享资源上的相關多媒體資源：肯特
- （英文）District of Kent, Agassiz, BC （页面存档备份，存于）－肯特區政府官方網站